# Octobre 1818

## Événements
- France :

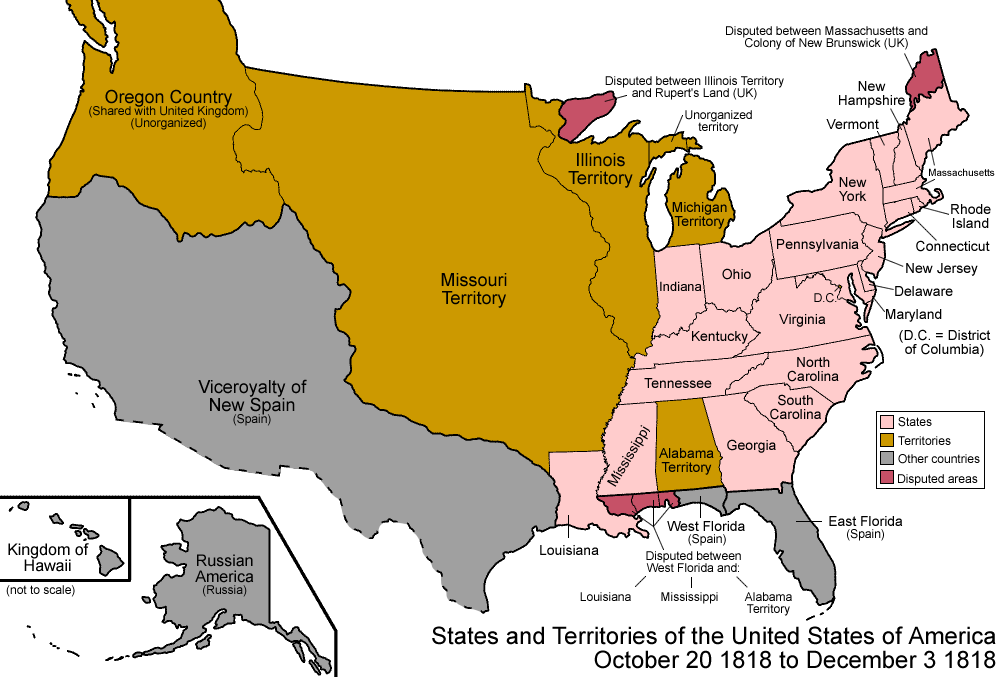
20 octobre 1818 - 3 décembre 1818

  - la France rompt partiellement son isolement en intégrant la Sainte-Alliance. La Prusse, l’Autriche, la Russie et le Royaume-Uni renouvellent à son insu le traité de Chaumont (mars 1814), par lequel ils s’unissent contre elle dans le cas où elle représenterait à nouveau une menace pour l’ordre européen;
  - élections législatives, nouveau succès des libéraux.

- 20 octobre : la Convention de 1818 établie entre les États-Unis et la Grande-Bretagne, fixe la frontière au nord-ouest sur le 49e parallèle depuis l'ouest du lac des Bois jusqu’aux Rocheuses ce qui entraine la création de l'Angle nord-ouest du Minnesota. De plus, l’Oregon est ouvert à la fois à la colonisation anglaise et américaine[1]. L'Oregon Country est constitué de la majeure partie des actuels États de l'Idaho et de l'Oregon, de la totalité de l'État de Washington, et d'une partie du Montana, ainsi que du sud de la province canadienne de Colombie-Britannique. Le traité transfère le bassin de la Red River aux États-Unis ; il est formé du nord-ouest du Minnesota, du nord-est du Dakota du Nord et de la pointe nord-est du Dakota du Sud.

## Décès
- 24 octobre :
  - Luigi Valentino Brugnatelli (né en 1761), médecin et chimiste italien.
  - Étienne Hubert de Cambacérès, cardinal français, archevêque de Rouen (° 11 septembre 1756).